# 成人動畫
成人動畫（英語：adult animation），是面向成人观众製作，可能含有重度暴力、血腥、反讽、黑色幽默、脏话、裸露或性等內容的动画，常带有反思色彩。狭义上的成人动画特指色情动画，俗称裏番。区分动画适龄人群是内容分级系统的主要任务之一。据称，成人动画目前是北美发展最快、增长空间最大的动画分类。

## 历史
1920年代的动画一开始的主要面向人群是成人，这是因为电影院的放映时间在晚上9点以后，这超过了儿童的睡眠时间。直到1930年代，迪士尼制作了面向儿童的白雪公主。1950年代，面向儿童的动画开始流行。

## 現狀

### 日本
日本的成人動畫（アダルトアニメ）又叫「18禁動畫」、「情色動畫」（エロアニメ），劇情內容以性交為主。最早成人動畫是1932年，1984年2月21日發售最早成人OVA。後來除原創作品外也開始有改編自成人漫畫、成人遊戲、輕小說的作品，以OVA形式發售。
成人動畫製作公司非常多，同时政府对动画产业支持，使得日本成为世界上成人動畫產量最多的國家。日本成人動畫主要是销往歐美國家，無碼動畫在本土禁止銷售，只允許在本土銷售經過局部馬賽克處理的成人動畫片。

### 中華人民共和國
在中華人民共和國，中華人民共和國法律禁止發售成人動畫；不過有部分動畫的建議觀影年齡為十八歲以上（如《靈籠》《镖人》《一万年以后》），但這類動畫並不能算作真正的成人動畫。因为不能出现色情的内容，不过近年来审查制度的放宽，可以允许出现极端暴力的内容。

### 臺灣
臺灣部分影音店有成人動畫出售或出租，不過這些動畫多數是有碼動畫，無碼的只能從外國訂購或從網上下載。臺灣曾經存在的成人動畫代理商有凡華影視、新潮館等。

### 歐美
辛普森家庭，蓋酷家庭，南方公园皆是例子。

## 聲優
日本成人動畫的女聲優通常是專接成人動畫的工作，一般動畫的工作機會不多，即使有也只能是路人的角色。另外因為成人動畫的高薪，也有一般動畫的三、四線女聲優願意接成人動畫的工作，但如《天使之劍》使用知名聲優的情況並不多見，且大多數知名女聲優會使用另一藝名為成人動畫角色配音。相比之下，男聲優幾乎都願意接成人動畫的工作，且不少男聲優都是從成人動畫而知名。

## 語言
動畫的語言往往根據發行地而定，日本製作的動畫通常只配日語，而出口至歐美地區則會被代理商重新配上英語或其他歐洲語言，香港也曾發售粵語配音的成人動畫VCD、影带。台灣地區也有國語配音。

## 相关
- 成人視訊
- 成人漫画